# Zisterzienserinnenkloster Wallersheim
Das Zisterzienserinnenkloster Wallersheim war von 1278 bis 1802 ein Kloster in Koblenz-Wallersheim.

## Geschichte
Das 1278 gegründete Kloster stand unter der geistlichen Leitung von Kloster Himmerod. Es wurde 1802 durch den Reichsdeputationshauptschluss aufgelöst. Die Klostergebäude sind nicht erhalten. Einzig der Wallersheimer Straßenname „St. Bernhardstraße“ erinnert an das Kloster.